# 攸县第一中学
27°00′39″N 113°21′45″E / 27.010923°N 113.362598°E
湖南省攸县第一中学，或简称攸县一中，是中华人民共和国湖南省株洲市攸县的一所全日制公办高级中学，位在攸县县城。该校曾为湖南省示范性中学。

## 历史
攸县第一中学中自称始于清朝时期在攸县接官亭成立的东山书院:527。
民国二十八年（1939年），湖南省教育厅批准攸县青年补习学校改为攸县县立中学，在东山书院旧址办学，民国三十三年（1944年）因日军入侵停办，后攸县县府应失学学生的就学需求，于1945年成立攸县临时中学，三十五年（1946年），攸县临时中学改名为攸县县立初级中学。中华人民共和国成立后，攸县县立初级中学于1951年4月更名为攸县第一初级中学:537。  
1958年，攸县第一初级中学增设高中班，并更名为攸县第一中学:37。1966年至1976年文化大革命期間，該校的教師遭到批鬥、正常教學秩序遭到嚴重破壞。虽然学校于1969年恢复了招生工作，但入学考試制度被廢除，轉而采行生產隊推薦、領導批准和學校覆審相結合的新招生制度。在行政上，学校也改由攸县革命委员会派出的宣传人员接管:538。直到文革结束后才恢复正常:540。
1998年，攸县一中停止招收初中班:617。
2012年，攸县一中因为在寒、暑假期间违规补课，被湖南省教育厅从“省示范性普通高中”名单中除名。

## 现况
攸县一中位于攸县县城，主要面向攸縣招收初中畢業生，:61375%以上的在校生来自攸县农村地区。錄取分數線高於同縣其他高級中學，其培養的學生中也不乏考入北京大學及清華大學等重點高校的學生。